# Datalore
"Datalore"  é o décimo terceiro episódio da primeira temporada da série de ficção científica estadunidense Star Trek: The Next Generation. Foi exibido pela primeira vez nos Estados Unidos por redifusão em 18 de janeiro de 1988, tendo sido dirigido por Rob Bowman e escrito por Robert Lewin e Gene Roddenberry a partir de uma história de Lewin e Maurice Hurley. The Next Generation se passa no século XXIV e acompanha as aventuras da tripulação da nave estelar USS Enterprise-D. Neste episódio, a Enterprise encontra Lore, androide irmão de Data, que está de conluio com uma perigosa entidade alienígena.
A história originalmente envolveria uma androide fêmea que seria um interesse romântico para Data, porém foi reescrita depois do ator Brent Spiner sugerir uma história de "gêmeo malvado", sendo então desenvolvido como um modo de mostrar a origem do personagem. O roteiro passou por várias alterações que acabaram atrasando sua produção, com essas mudanças continuando até mesmo durante as filmagens. "Datalore" teve uma audiência relativamente baixa para a temporada e a recepção da crítica especializada foi mista, com opiniões sobre o roteiro sendo negativas mas a atuação de Spiner sendo elogiada.

## Enredo
A USS Enterprise chega no planeta Omicron Theta, o local onde uma colônia desapareceu e onde o tenente-comandante Data foi encontrado. Eles encontram o antigo laboratório do doutor Noonien Soong, um proeminente mas desacreditado roboticista que construiu Data, e também o corpo desmontado de um androide quase idêntico a Data. Este androide "irmão" é remontado e reativado na Enterprise, revelando ser Lore. Este afirma ser o modelo mais perfeito dois. Lore finge ingenuidade diante da tripulação, mas deixa escapar sinais de que é na verdade mais inteligente do que aparenta. Em particular com Data, ele conta que foi criado primeiro, mas os colonos de Omicron Theta ficaram invejosos de sua perfeição. Também explica que uma Entidade Cristalina espacial capaz de acabar com qualquer forma de vida foi a responsável pela destruição da colônia.
Lore incapacita Data e revela que planeja oferecer a tripulação da Enterprise para a entidade. Ele assume o lugar de Data, explicando a um desconfiado Wesley Crusher que precisou incapacitar seu irmão depois de ser atacado. A Entidade Cristalina aparece pouco depois e Lore, ainda fingindo ser Data, diz para a tripulação da ponte de comando que precisou desligar seu irmão. Isto também deixa a doutora Beverly Crusher desconfiada, pois Data sempre manteve a existência dessa possibilidade em segredo. Lore explica que consegue se comunicar com a entidade e sugere ao capitão Jean-Luc Picard que eles teletransportem um objeto na frente da entidade e então o destruam como uma demonstração de força.
Entretanto, as tentativas de Lore de imitar Data não são perfeitas, gerando suspeitas em Picard, especialmente quando Lore não reconhece o comando tradicional de Picard de "executar". O capitão envia um destacamento de segurança para segui-lo, mas Lore subjuga o tenente Worf e escapa. Enquanto isso, Crusher e Wesley reativam Data e os três correm atrás de Lore no porão de carga. Lore ameaça Wesley com uma arma e ordena que Crusher vá embora. Data ataca Lore e os dois começam a lutar. Data consegue empurrar Lore para uma plataforma de teletransporte, com Wesley enviando o androide para o espaço. A Entidade Cristalina desaparece e a Enterprise retoma sua viagem.

## Produção
A história original do episódio tinha uma androide fêmea que seria um interesse romântico para Data. Esta androide seria um modelo que poderia ser usada em situações perigosas, sendo descrita na premissa como uma versão fêmea e androide do bombeiro Red Adair. A história do gêmeo malvado foi sugerida pelo ator Brent Spiner, o intérprete de Data, e foi desenvolvida para incluir a criação do personagem por uma espécie alienígena. Isto acabou abandonado e o doutor Noonien Soong foi criado. Este foi nomeado pelo produtor Gene Roddenberry, o criador de Star Trek: The Next Generation, em homenagem ao seu amigo Kim Noonien Singh; o personagem Khan Noonien Singh também tinha sido nomeado em sua homenagem."Datalore" foi o último roteiro de Roddenberry para Star Trek. O roteiro menciona as Leis da Robótica de Isaac Asimov, algo que o produtor supervisor Robert H. Justman tinha sugerido para ser incluído em algum momento da série. O episódio sofreu vários atrasos durante a pré-produção por causa de várias reescritas do roteiro, fazendo com que fosse trocado com "The Big Goodbye" na ordem de produção. Com isto, Joseph L. Scanlan acabou dirigindo "The Big Goodbye" e Rob Bowman, quem Justman anteriormente tinha anteriormente escolhido para esse episódio por causa de seu trabalho em "Too Short a Season", acabou recebendo "Datalore".

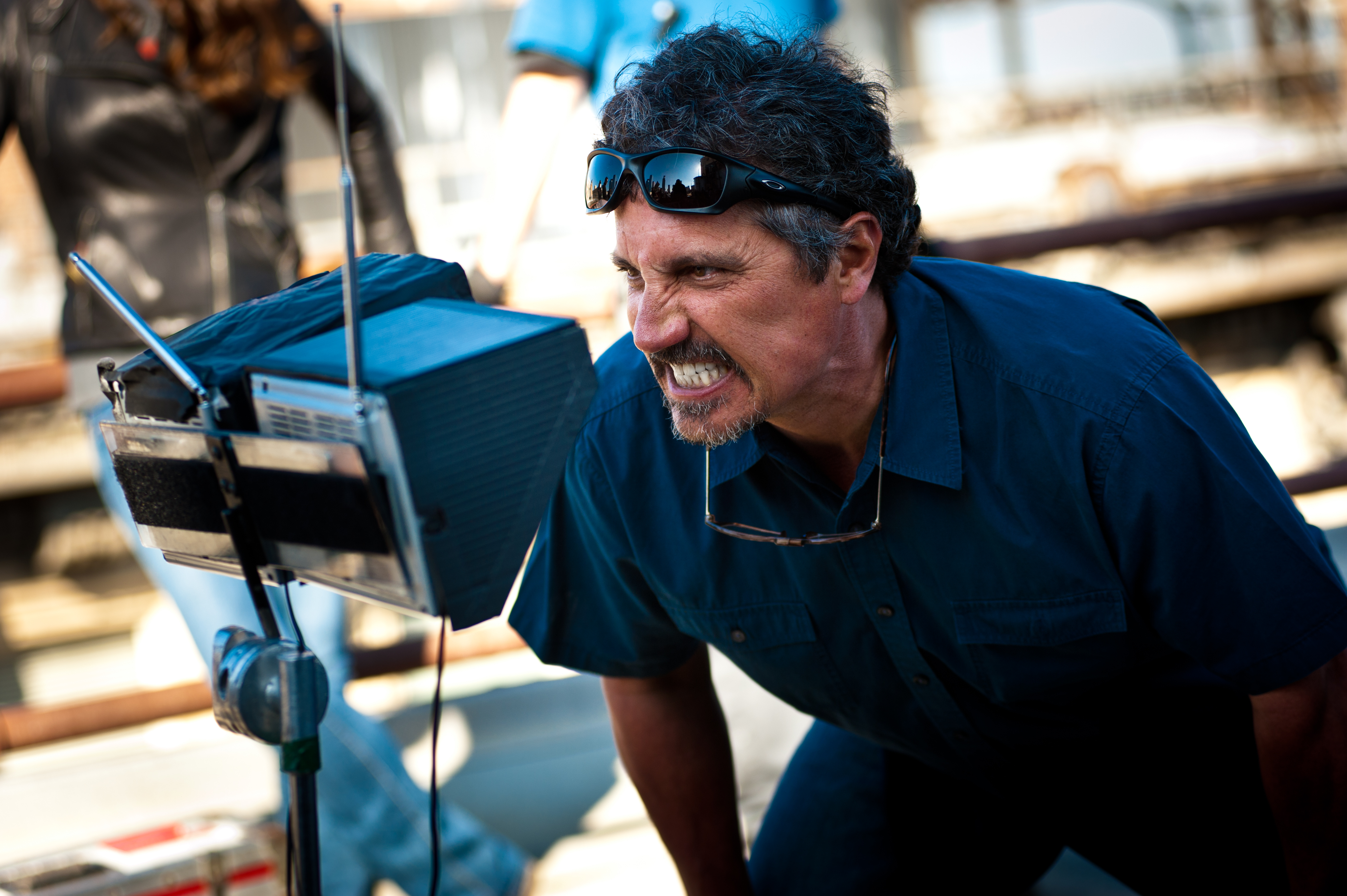
"Datalore" foi dirigido por Rob Bowman

Bowman enfrentou este episódio como um desafio por acreditar que os produtores não achavam que a história funcionaria bem, algo que o deixou determinado a produzir um bom episódio. Ele teve várias conversas com Spiner, Justman e o produtor supervisor Rick Berman sobre aspectos do episódio, com as exigências técnicas e efeitos necessitando de um dia extra de filmagens. Bowman creditou Spiner por fazer "Datalore" funcionar, elogiando o ator por conseguir interpretar dois personagens completamente diferentes. O roteiro ainda estava sendo modificado durante as filmagens, pois os roteiristas queriam introduzir um novo elemento para Data para que ele se diferenciasse ainda mais de Lore: uma incapacidade de usar contrações. Data tinha falado contrações em episódios anteriores e Spiner se recusou a filmar mais cenas até que uma decisão final fosse alcançada; a produção foi paralisada durante uma reunião sobre o assunto entre Roddenberry, os outros produtores e os roteiristas no meio do cenário da ponte de comando.
"Datalore" foi o segundo e último episódio em que Biff Yeager interpretou o engenheiro chefe Argyle, depois de "Where No One Has Gone Before". Ele foi o único dos engenheiros chefes da primeira temporada que apareceu em mais de um episódio, com Geordi La Forge assumindo essa função a partir da segunda temporada. Um dos dublês usados neste episódio irritou bastante Spiner e nunca foi usado novamente. Segundo o ator Wil Wheaton, intérprete de Wesley Crusher, o dublê parecia "um dançarino de break fazendo o Robô" sempre que interpretava Data ou Lore e que "o cara estava gostando muito de fazer um androide e seu entusiasmo foi elevado ao máximo, porém ao final da semana praticamente todos estavam querendo desativá-lo e vendê-lo". Os eventos de "Datalore" tiveram continuações, com a Entidade Cristalina retornando em "Silicon Avatar" da quinta temporada. Lore reapreceu em "Brothers" e "Descent".
A música de "Datalore" foi composta por Ron Jones. Ele usou dodecafonismo para representar as naturezas mecânicas de Data e Lore, explicando que queria compor música para os dois como números e algo que não fosse humano, assim "Eu escreveria qualquer que fosse o tema, veria quantas notas faltavam e quais notas eu ainda não tinha usado". Jones criou um tema de seis notas para Lore, enquanto a Entidade Cristaliana recebeu um tema de três notas. Para as cenas iniciais de exploração de Omicron Theta ele criou músicas semelhantes à trilha de Jerry Goldsmith para o filme Alien, enquanto a luta final entre Data e Lore teve uma mistura de elementos eletrônicos e acústicos.

## Repercussão

### Audiência
"Datalore" foi exibido pela primeira vez nos Estados Unidos por redifusão na semana que começou em 18 de janeiro de 1988. Teve um índice Nielsen de 10,3, refletindo a porcentagem das residências que assistiram ao episódio. Foi uma queda em relação ao episódio predecessor, "The Big Goodbye", e sucessor, "Angel One".

### Crítica
Keith R. A. DeCandido da Reactor achou que "Datalore" era importante no contexto geral da série por estabelecer o passado de Data, porém "o episódio em si é terrivelmente ruim, do roteiro desajeitado ao trabalho vergonhosamente inepto do dublê de corpo". DeCandido também afirmou que o final era anticlimático e que todos os personagens agiram "tão idiotas quanto postes", além de critica a interpretação de Spiner como Lore como sendo exagerada. Wheaton avaliou o episódio décadas depois para a AOL TV e também criticou a história, achando que o "roteiro preguiçoso" não fez com que as coisas acontecessem organicamente e que "Os personagens são crédulos quando deveriam ser céticos, o público não se surpreende com nada depois do segundo ato, e há problemas na história que nunca deveriam ter passado do primeiro rascunho". Além disso, apesar de afirmar que Spiner fez um "trabalho fantástico ao criar personagens distintamente diferentes em Data e Lore", isto não era o suficiente para compensar as outras falhas do episódio.
Michelle Erica Green da TrekToday elogiou as "atuações adoráveis e sutis [de Spiner] como Data e Lore", mas achou que os objetivos de motivações de Lore não eram claros e que a tripulação pareceu estúpida por não reagir à ameaça. Green também achou jogar Lore no espaço como algo chocante, já que a série normalmente apresenta androides como pessoas, e inconsistente, pois Lore tinha acabado de falar para a entidade atacar. Zack Handlen da The A.V. Club comentou que a origem de Data tinha buracos de roteiro significativos e que Lore era um vilão bem concebido que funcionava bem com as qualidades de Spiner como ator, mas "Datalore" apenas arranhava a superfície do potencial do personagem. Handlen achou que a questão da contração era um problema, pois Data as usa durante todo o episódio, inclusive depois de Lore ser teletransportado para o espaço. R. L. Shaffer da IGN achou que "Datalore" era um excelente episódio para a mitologia de Data e que parecia com os episódios mais clássicos de The Next Generation.
O produtor Maurice Hurley, que trabalhou no desenvolvimento da história, ficou satisfeito com o resultado final do episódio, afirmando que "Os cenários, o projeto deles e o visual daquele programa foram brilhantes, achei que esse poderia ter sido o programa mais bonito da primeira temporada". Entretanto, ele achou que as caracterizações dos personagens não estavam certas. Esta também foi a mesma opinião de Spiner, que achou que as ações de Data não estavam de acordo com as expectativas do personagem.

## Mídia caseira
"Datalore" foi lançado em LaserDisc no Japão em 10 de junho de 1995. Seu lançamento em DVD ocorreu em 26 de março de 2002 na coleção da primeira temporada. Foi remasterizado e lançado em Blu-ray em 24 de julho de 2012 como parte da coleção da primeira temporada. Como parte da divulgação desta coleção, "Datalore" e "Where No One Has Gone Before" foram exibidos em salas de cinema em 23 de julho; sua escolha para esse evento se deu porque Data era um personagem favorito dos fãs. A Entidade Cristalina, originalmente criada com computação gráfica, precisou ser recriada do zero com um novo efeito de computação gráfica para o lançamento em Blu-ray.